# Dracula (personnage)
Pour les articles homonymes, voir Dracula (homonymie).
Le comte Dracula est un personnage de fiction créé par l'écrivain Bram Stoker dans son roman épistolaire Dracula publié le 26 mai 1897.
L'écrivain britannique met en scène un comte hématophage qui renouvelle l'image du revenant traditionnel et s'affirme comme le nouvel archétype du vampire, expression durable du mythe à travers le temps. Ce personnage a en effet été repris et transformé par la suite dans de nombreuses œuvres, notamment au cinéma.

## Création
Écrit à la fin de XIXe siècle, Dracula est un roman épistolaire dont le personnage principal est un vampire. Involontairement aidé par le jeune Jonathan Harker, ce personnage quitte la Transylvanie pour rejoindre l'Angleterre où il a raison de la vie de Lucy Westenra, amie de la fiancée de Jonathan Harker. Celui-ci, avec l'aide du professeur Abraham Van Helsing, de John Seward, de Morris Quincey et d'Arthur Holmwood lord Godalming, va ensuite traquer le vampire et l'éliminer de façon rituelle.
Selon Denis Buican et Neagu Djuvara, Bram Stoker s'est inspiré de nombreuses sources pour son personnage.
Tout d’abord, le thème du vampire apparaît dès 1819 en Angleterre, en pleine mode du roman gothique : John William Polidori (Le Vampire inspiré d’une idée originale de Lord Byron), Sheridan Le Fanu (Carmilla) mais aussi, en Allemagne, Karl Von Wachsmann (L'étranger des Carpathes en 1844, avec tous les ingrédients : château en Transylvanie, forêts sombres, personnage maudit, voyageurs effrayés…) et, en France, Charles Nodier (Histoires de vampire), Théophile Gautier (La Morte amoureuse), Paul Féval (qui fait de la goule la femelle du vampire dans La Vampire de 1856) et surtout, cinq ans avant Dracula, Jules Verne (Le Château des Carpathes).
Le nom du comte Dracula est calqué sur le surnom de deux voïvodes de Valachie du XVe siècle : Vlad Țepeș (« Vlad l'Empaleur ») et son père Vlad Dracul (« Vlad le Dragon »), ainsi appelé parce qu’il était membre de l’Ordre du Dragon ; Vlad Țepeș fut qualifié dans certains libelles, publiés par ses ennemis, de Draculea : le « Dragonneau ». Dracul ne fut d’ailleurs pas le surnom du seul Vlad, mais aussi celui d’un autre voïvode plus tardif : Mihail Ier Șuțu (1730-1803, règne de 1783 à 1795). La vie de ces voïvodes valaques est décrite par des sources hostiles comme Histoires de la Moldavie et de la Valachie de Johann Christian Engel, publié au début du XIXe siècle, qui les présente comme des tyrans sanguinaires, s’appuyant, gravures effrayantes à l’appui, sur les libelles de leurs ennemis. Bram Stoker a pu y avoir accès soit directement en librairie ou bibliothèque, soit par les articles d’Ármin Vámbéry, professeur à l’université de Budapest qui est probablement l’Arminius Vambery cité par le Dr Abraham Van Helsing (personnage du roman) comme « ami » et source de renseignements. Par ailleurs, dracul signifie également « diable » en roumain. Cette ambiguïté sémantique a été développée dans le roman de Stoker, soucieux de souligner l'aspect démoniaque du personnage : il se nourrit du sang de ses victimes et transforme celles-ci en vampires. Mis à part le nom, le Dracula de Bram Stoker n'a cependant pas de rapport direct avec le personnage historique : le comte se décrit ainsi lui-même comme un prince sicule transylvain, dont le château se trouve près de Bistrița et du col de Borgo.
Certains mots placés par Stoker dans la bouche des paysans tels que « vrolok » et « vlkoslak », montrent que l'écrivain connaissait le mythe des « vrykolakas » (« morts-vivants ») décrits à la même époque par Emily Gerard, auteure d’ouvrages sur le folklore de Transylvanie. Dracula est aussi appelé Nosferatu. Gerard et Stoker ont tous deux écrit que ce nom aurait la signification de « vampire » ou de « mort-vivant » en roumain mais il n’en est rien : nesuferitu désigne « l’innommable », autrement dit le démon, alors que « vampire » se dit vampir et « mort-vivant » strigoi. Ce dernier mot a la même étymologie que stryge, créatures femelles imaginaires également appelées goules. Ces buveuses de sang du folklore irlandais ont été reprises en Occident notamment par Paul Féval qui en fait dans son roman La Vampire (1856) la femelle du vampire.
Stoker a pu aussi avoir en mains l'une des nombreuses nouvelles inspirées par la Tragica historia du jésuite László Turóczi, publiée en 1730 et relatant les supposées frasques sanglantes de la comtesse Élisabeth Báthory dans l’actuelle Slovaquie.
Enfin, la zoologie de l'époque victorienne, très ouverte sur le monde, avait déjà porté à la connaissance d'un public friand d’animaux exotiques, l'existence en Amérique du Sud d'une famille de chauves-souris hématophages, aussitôt baptisées « vampires ». Juste retour des choses, l'enzyme salivaire de ces chauves-souris « vampires », qui leur permet de retarder la coagulation, a été baptisée « draculine » par les scientifiques.
Par ailleurs, dans un article consacré aux possibles influences du folklore irlandais sur l'œuvre de Stoker, Bob Curran, professeur en histoire et folklore celtique à l'université d'Ulster, souligne la proximité des noms Dracula et Droch Ola (signifiant « mauvais sang » en gaélique).
Les lieux de l'action dans la partie transylvaine du roman y sont indiqués sous leur forme allemande ou hongroise selon les cartes disponibles à l'époque : la Transylvanie était alors austro-hongroise, ce qui, selon Buican, a peut-être contribué au succès que les personnages de Dracula et de Nosferatu ont rencontré dans les pays germanophones.

## Description

### Physique

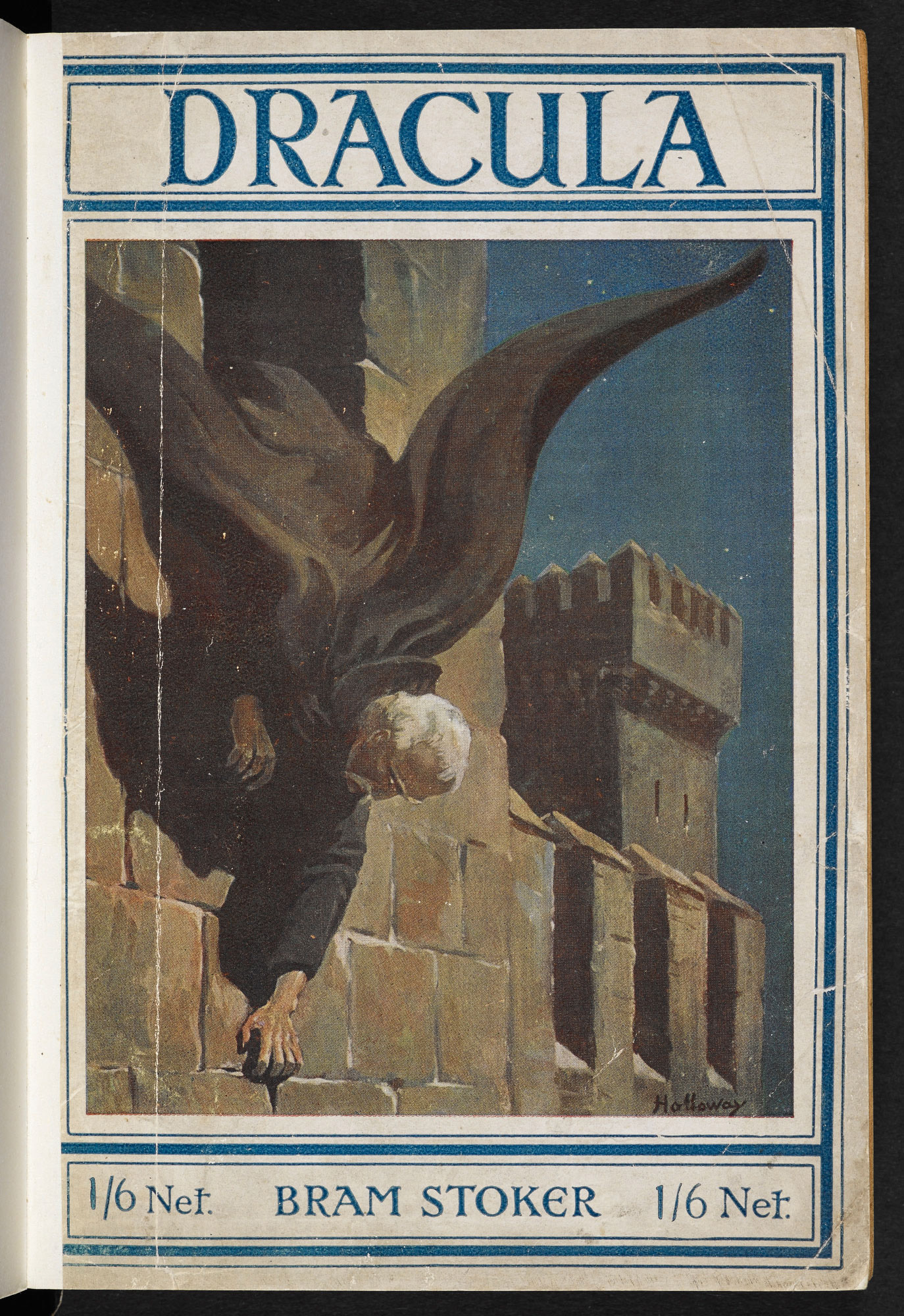
Le comte Dracula rampant à la manière d'un lézard le long du mur de son château. Illustration de couverture de Holloway pour une édition britannique du roman de Bram Stoker (Londres, William Rider & Fils, 1919).

La représentation du comte Dracula a évolué dans le temps.
Stoker décrit en détail le physique de Dracula dans le chapitre II de Dracula, l’homme de la nuit : des cheveux blancs (lors de sa première rencontre avec Harker) se colorant progressivement à mesure que le comte rajeunit, « des sourcils épais qui se rejoignent au-dessus de son nez aquilin », des canines pointues et développées ainsi que « les paumes de ses mains velues » et une mauvaise odeur se dégageant de lui. Le comte Dracula a la particularité de ne pas avoir d'ombre et de ne pas pouvoir se refléter dans un miroir. Bien qu'il possède un charisme qui hypnotise ses proies, c'était un vieillard — qui rajeunissait tout au long du roman — sans rien du séducteur.
Pour faire le portrait de son monstre, Stoker s'était inspiré des thèses de Cesare Lombroso, très en vogue à l'époque : on croyait alors que la forme du visage d'un homme indiquait son caractère et le portrait de Dracula correspond à celui du « type criminel » de Lombroso. Par ailleurs, David J. Skal, qui relève plusieurs références à l'œuvre de William Shakespeare dans le roman, apparente Dracula à Hamlet qui, lui aussi, était vêtu de noir.
Le Nosferatu de Murnau épouse plusieurs des caractéristiques physiques du personnage de Stoker, mais aussi quelques différences comme l'absence de cheveux et surtout des incisives pointues, à la place des canines.
Dans les films produits par Universal Pictures puis par la Hammer, le comte Dracula (interprété par Bela Lugosi puis par Christopher Lee) est représenté comme un aristocrate dans la force de l'âge, grand et svelte, avec des traits fins, le teint pâle et les cheveux noirs. Il est habillé d'un costume sombre et d'une grande cape noire à doublure rouge.

### Personnalité
On ne compte plus les adaptations de Dracula, tant celles-ci sont nombreuses. Pourtant, aucune de ces adaptations ne nous livre la même lecture. Le personnage de Dracula représente un catalyseur : en lui se cristallisent des représentations très diverses selon la personnalité des auteurs qui l’évoquent.
La structure du roman Dracula de Stoker est particulière : la plupart des personnages tiennent, en effet, un journal et c’est l’assemblage de ces différents témoignages qui constitue le résultat final. Dans ces témoignages, le vampire est, la plupart du temps, présenté comme un monstre sans cœur, une représentation du mal absolu. Mais ce n’est pas toujours le cas. Ainsi Mina Harker éprouve de la pitié à son égard. Quant à Abraham Van Helsing, il est fasciné, tant par le personnage historique que Dracula a été que par le vampire lui-même ; il s’émerveille, ainsi, de l’ingéniosité dont le prince des ténèbres a fait preuve pour préparer son voyage jusqu’à Londres : « Si un autre parmi les non-morts avait tenté cette même entreprise, tous les siècles qui furent et ceux qui seront n’y auraient peut-être pas suffi (…). Il a tout accompli tout seul, tout seul, à partir d’une tombe en ruine au fond d’un pays oublié » (p. 516-518).
Dans les autres adaptations, le vampire apparaît avec des traits de caractère différents. Dans Nosferatu, fantôme de la nuit, remake par Werner Herzog du film de Murnau, il est prisonnier du temps qui ne le laisse pas en paix : il avoue à Jonathan sa douleur de ne pas pouvoir mourir. Dans les films de la Hammer, Dracula est un personnage cruel, mais il possède également un certain sens de la justice : dans Horror of Dracula, s’il décide de vampiriser la fiancée de Jonathan c’est, affirme Van Helsing, parce que ce dernier a tué la femme-vampire qui vivait avec lui ; de même, dans Une messe pour Dracula, le vampire entreprend de faire tuer les hommes qui ont assassiné celui qui lui a permis de renaître de ses cendres.

### Pouvoirs
Il peut se transformer en loup, en chauve-souris, en chien, en brouillard et en particules de lumière dansant dans un rayon de lune, mais aussi en homme séduisant (voir Dracula de Francis Ford Coppola et Dracula 2000 de Patrick Lussier). Il est capable d'hypnotiser ses proies qui sont ainsi en son pouvoir. Il est capable aussi de flotter dans les airs et se rendre maître des éléments (tempête, brouillard, tonnerre) mais dans un espace limité. Il peut voir dans la nuit, faire lever le vent ; il est immortel : « Cet état de non-mort est étroitement lié à la malédiction d’immortalité » et le sang de ses victimes le fait rajeunir. Il possède une force surhumaine et des sens sur-développés.
Les facultés prêtées à Dracula varient selon les versions. Ainsi, dans le roman de Stoker, le comte vampire peut se faire grand ou rapetisser, se faire obéir de certains animaux tels que le loup, le renard, le rat, le hibou, la chauve-souris ou la phalène, pénétrer la pensée des êtres dont il a bu le sang. Il dispose d'une force herculéenne, peut s'accrocher à un mur tel un lézard et est capable d'adopter une forme éthérée le rendant insensible à toute attaque ; entre autres, il connaît la nécromancie, la télépathie, l'hypnose. Quant au sang qu'il boit, celui-ci le fait rajeunir et devenir plus fort, mais le fait de ne pas en boire ne remet pas en cause son caractère immortel.
Dans les films, ce sont surtout ses capacités de transformation en chauve-souris et son immortalité qui sont exploitées. Dans Le Cauchemar de Dracula, cependant, le cinéaste a choisi de ne pas accorder au personnage ce pouvoir de changer d'apparence.
Le roman détaille également un grand nombre d'incapacités ; ainsi, Dracula ne peut pénétrer chez quelqu'un sans y avoir été préalablement invité, ne peut dormir qu'en terre consacrée, ne peut traverser une eau courante, ne peut franchir des eaux vives qu'à marée haute ou lorsque la mer est étale, ne peut bénéficier de ses pouvoirs pendant le jour. Son corps ne projette aucune ombre, son image ne se réfléchit dans aucun miroir. Il ne peut se déplacer qu'à minuit ou à la tombée du jour et ne peut séjourner que dans la terre dans laquelle il a été enterré de son vivant, dans la tombe d'un être qu'il aurait vampirisé ou dans celle d'une âme damnée — un suicidé par exemple. L'ail, un crucifix, une hostie ou de l'eau bénite le repoussent ; une branche de rosier sauvage, posée sur son cercueil, l'empêche d'en sortir.
Par ailleurs, il existe plusieurs moyens pour le détruire. Le roman de Stoker indique plusieurs moyens : lui transpercer le cœur à l'aide d'un pieu, le décapiter ou tirer une balle bénite dans sa tombe. Dans Nosferatu, Murnau n'indique qu'un seul moyen : une femme pure doit retenir le vampire toute la nuit et lui faire oublier le chant du coq. C'est cette indication qui a amené les autres cinéastes — hormis Coppola — à exploiter l'idée que la lumière du jour était elle aussi nocive pour les vampires.

### Famille
Certains films lui attribuent une fille et un fils. Dans la série Tomb of Dracula, il est marié à Domini dont il a un fils semi-divin, Janus ; il a également une fille d'essence maléfique, Lilith.
Dans la série de jeux vidéo Castlevania, Dracula a eu un fils avec une mortelle. La mort de sa bien-aimée, tuée par l'Inquisition, l'a conduit à devenir un être maléfique, désireux de dominer l'humanité. Son fils, le demi-vampire Alucard, s'oppose à lui régulièrement.

### Comment Dracula est-il devenu vampire?
Les vampires, du moins ceux que les versions occidentales modernes nous donnent à voir, le deviennent en ayant été mordus par un autre vampire. Si certains auteurs appliquent cette loi à notre personnage, en général, d’autres explications sont avancées. Car Dracula est un vampire bien particulier : pour son créateur, il s’agit du vampire originel, du premier vampire.
Le roman n’avance cependant pas d’explication quant à l’accession de Dracula au statut de buveur de sang : nous savons seulement que, comme ses semblables, son âme ne peut accéder à la paix éternelle ; l’élimination du roi vampire est ainsi une délivrance, comme le remarque un personnage du roman : « une expression de paix se répandit sur ce visage où jamais je n’aurais cru que ne pût apparaître rien de tel » (p. 600). Le roman ne fait que rappeler la cruauté et le goût du pouvoir du mortel qu’était Dracula, suggérant ainsi que là réside l’explication de sa damnation.
Peu nombreux sont les auteurs ayant exploité l’idée de la naissance du vampire Dracula. Dans le roman Les Archives des Dracula, Rudorff avance une hypothèse : mortel, Dracula aurait secouru une belle gitane qui lui aurait promis, en échange, la vie éternelle. Dans le film de Francis Ford Coppola, il aurait choisi de se détourner de l’Église, dont les représentants avaient refusé que sa femme soit enterrée sous prétexte qu’il s’agissait d’un suicide.
Une autre piste possible et originale est celle avancée par le film Dracula 2000. En effet, selon le scénario, Dracula ne serait autre que Judas Iscariote, l'Apôtre de Jésus condamné pour sa traîtrise. Son allergie à l'argent serait causée par la récompense qu'il aurait reçue, sa peur du soleil par son suicide à l'aube, etc.
Le manga Hellsing lui donne une origine différente : Lors d'un flashback, on nous présente d'abord un Vlad pieux et dévoué, puis vient le moment de son exécution, dans laquelle il accuse Dieu de la mort de ses hommes. Il suce le sang des décapités qui l'ont précédé et la case suivante montre la croix qu'il portait au cou coupée en deux après qu'il a renié dieu. Avant ce flashback, il se considérait comme « devenu un monstre parce que trop faible pour être un mortel ».

## Dans les arts et la culture populaire

### Littérature

#### Bandes dessinées
Le mythe de Dracula a inspiré plusieurs auteurs de bande dessinée, certains respectant fidèlement la trame du roman de Stoker, d'autres se rapprochant davantage de l'imagerie populaire véhiculée par les films, d'autres encore proposant une vision plus personnelle du maître vampire.
Comme nombre de légendes et mythologies, le comte Dracula a été intégré à l'univers super-héroïque des comics Marvel. La série Tomb of Dracula a duré le temps de soixante-dix numéros entre 1972 et 1979, dont on retiendra la période écrite par Marv Wolfman et dessinée par Gene Colan. Le vampire y est assimilé à un super-vilain ; il est caractérisé par ses manières aristocratiques, que viennent contredire son goût pour la cruauté gratuite et son obsession sanguinaire. La série mêle des éléments issus des films (la capacité de transformation en chauve-souris, présentée comme un super-pouvoir) à des personnages du roman (Abraham Van Helsing) ou inventés pour l'occasion (Hannibal King, Blade). Les mêmes auteurs feront revivre leur personnage fétiche dans The Curse of Dracula chez Dark Horse en 1998, traduit en France dans La Malédiction de Dracula chez Vertige Graphic en 1999. On peut également noter l'apparition de Dracula dans Uncanny X-Men #159 et annual 6 en 1982, les deux par Bill Sienkiewicz et Chris Claremont.
Deux dessinateurs hispanophones se sont confrontés à cet archétype dans des styles très différents. Respectueux du texte et de l'esprit de l'œuvre originale, le Dracula de Fernando Fernández, publié dans le mensuel espagnol Creepy puis en album aux éditions Campus en 1985, s'apparente plus à une succession de tableaux qu'à une bande dessinée conventionnelle. Les planches sont peintes à l'huile et de longs récitatifs agrémentent les vignettes. La version de l'argentin Alberto Breccia chez Les Humanoïdes associés en 1993, rééditée chez Rackham en 2006, est une satire politique où le caractère grotesque des protagonistes est souligné par une facture rappelant Kokoschka. Réalisé pendant la dictature militaire en Argentine, ce recueil d'histoires muettes est une métaphore de la relation entre dictateur-vampire et peuple-victimes.
En 2005, Pascal Croci concrétise un projet ambitieux qui lui tient à cœur depuis longtemps. Cet auteur complet a été durablement marqué par le film La Marque du vampire et par la lecture, à l'âge de douze ans, de l'édition Marabout de Dracula. Avec sa compagne et coscénariste Françoise-Sylvie Pauly, il aborde le sujet sous différents angles dans un diptyque. Le Prince Valaque Vlad Tepes (Emmanuel Proust, 2005) décrit la rencontre fictive entre Bram Stoker et un archiviste du British Museum qui lui raconte la légende de Vlad Țepeș Drăculea. Dans le second volet, Le Mythe raconté par Bram Stoker (2007), le prince des Carpates n'est pas représenté et la menace qu'il fait planer repose sur la suggestion. L'album est découpé en trois récits complémentaires, chacun éclairant le tempérament d'un personnage : la candeur de Jonathan Harker, la passivité de Mina et le volontarisme de Van Helsing.
Le scénariste Yves H. entreprend une démarche similaire chez Casterman en 2006. Associé à trois dessinateurs, il explore trois facettes du mythe dans Sur les traces de Dracula. Le premier tome, Vlad l'empaleur, est une biographie historique du prince de Valachie dessinée par Hermann ; le deuxième, dessiné par Séra, met en parallèle la vie de Stoker et des extraits du roman pour en expliquer la genèse ; le troisième présente une aventure dans la Transylvanie contemporaine (dessins de Dany).
Nosferatu de Philippe Druillet, paru chez Dargaud en 1989, réédité chez Albin Michel en 2001, n'entretient qu'un lointain rapport avec Dracula, ou même avec le film de Murnau. Dans cette transposition futuriste, le vampire s'interroge sur sa condition de mort-vivant dans un monde dévasté. Plus généralement, cette bande dessinée est le fruit du questionnement philosophique de l'auteur sur la mort et le néant.
Dans la BD "Requiem, chevalier vampire" de Pat Mills et Olivier Ledroit, Dracula apparaît comme l'antagoniste principal. Roi des vampires et sans doute le plus puissant personnage œuvrant en enfer, son règne est au cœur même des conflits qui déchirent la planète "Résurrection",,.
En 2012, Scott Snyder écrit une mini-série intitulée American Vampire : Lord of Nightmares, qui prend place dans l'univers de sa série-mère American Vampire ; cette histoire est centrée sur le retour de Dracula.
En 2019, Georges Bess publie son adaptation du roman de stoker chez Glénat « Bram stoker's Dracula » sélectionné pour le prix BD Fnac France Inter 2020 et au Festival international de la bande dessinée d'Angoulême en 2020, c'est une adaptation fidèle du roman original avec un dessin réaliste et « gothique » qui restitue l'univers à la fois victorien et funeste du roman.
Parmi les autres adaptations :
- Ténèbres écarlates de Neal Adams, éditions du Triton en 1980 ;
- A Symphony in Moonlight and Nightmares de Jon J. Muth, Epic Comics en 1986 ;
- Batman: Red Rain de Kelley Jones et Doug Moench, DC Comics collection « Elseworlds » en 1991 (VO), Panini en 2008 (VF sous le titre Batman & Dracula : pluie de sang) ;
- Dracula de Mike Mignola et Roy Thomas, adaptation du film de Coppola, Topps Comics en 1992 (VO), Comics USA en 1993 (VF) ;
- Dracula de Hippolyte, deux albums chez Glénat dans la collection « Carrément BD » en 2003/2004 ;
- Tomb of Dracula, série de comics publiée par Marvel entre 1972 et 1979 ;
- Dracula de Fernando Fernandez, aux éditions Campus en 1985 ;
- A Symphony in Moonlight and Nightmares de Jon J. Muth, chez Epic Comics en 1986 ;
- Nosferatu de Philippe Druillet, chez Dargaud en 1989, réédité chez Albin Michel en 2001 ;
- Dracula, Dracul, Vlad ?, Bah… d'Alberto Breccia, chez Les Humanoïdes associés en 1993, réédité chez Rackham en 2006 ;
- La Malédiction de Dracula de Gene Colan et Marv Wolfman, chez Vertige Graphic en 1999 ;
- Requiem, Chevalier Vampire tome 3 : Dracula, d'Olivier Ledroit et Pat Mills, aux éditions Nickel en 2002 ;
- Dracula de Pascal Croci et Françoise-Sylvie Pauly, chez Emmanuel Proust en deux albums ;
- Sur les traces de Dracula de Yves H. (scénario), chez Casterman en trois albums en 2006 ;
- Je suis légion de Fabien Nury, chez Les Humanoïdes Associés en trois albums ;
- Les chroniques de légion de Fabien Nury, chez Glénat en quatre albums ;
- Batman & Dracula : Pluie de sang (2008) et L’Héritage de Dracula (2009) chez Panini.
- Hellsing, manga de Kōta Hirano : le nom du personnage principal, Alucard, est l'anacyclique de Dracula. On apprend au cours de l'histoire qu'Alucard est bel et bien Dracula.
- American Vampire: Lord of Nightmares, mini-série de comics de Scott Snyder, dérivée de la série American Vampire.

#### Romans
- Bram Stoker, Dracula, Archibald Constable and Company, 1897
- Kim Newman, Anno Dracula, 1992
- Dacre Stoker et Ian Holt, Dracula l'immortel, Michel Lafon, 2009
- Françoise-Sylvie Pauly, L'Invitée de Dracula, Denoël, 2001
- Syrie James, Dracula mon amour, collection Black Moon, Hachette, 2010
- J.M.R. Gustave, L'anniversaire de Dracula, Éditions du Panthéon, 2021

#### Manga
Dans Hellsing, Dracula est défait par Van Hellsing qui en fait l'escalve de sa famille sous le nom d'Alucard.

### Filmographie

#### Cinéma
Le personnage de Dracula a tiré sa popularité actuelle davantage du cinéma que de la littérature. Il existe environ 200 films dans lesquels le roi vampire tient le rôle principal, ce qui en fait une des figures cinématographiques les plus populaires. Chacun de ces films adapte différemment l'œuvre de Stoker : l'intrigue et les caractéristiques des personnages, y compris leurs noms, sont rarement les mêmes.
avec Paul Askonas
- Drakula halála (Karoly Lajthay, 1920)

avec Max Schreck
- Nosferatu le vampire (Nosferatu, eine Symphonie des Grauens, Friedrich Murnau, 1922)

avec Carlos Villarías
- Drácula (George Melford, 1931)

avec Bela Lugosi
- Dracula (Tod Browning, 1931)
- Deux Nigauds contre Frankenstein (Abbott & Costello Meet Frankenstein, Charles Barton, 1948)

avec John Carradine
- La Maison de Frankenstein (House Of Frankenstein, Erle C. Kenton, 1944)
- La Maison de Dracula (House Of Dracula, Erle C. Kenton, 1945)
- Billy the Kid vs. Dracula (William Beaudine, 1966)

avec Francis Lederer
- Le Retour de Dracula (The Return of Dracula, Paul Landres, 1958)

avec Christopher Lee
- Le Cauchemar de Dracula (Horror of Dracula, Terence Fisher, 1958)
- Dracula, prince des ténèbres (Dracula, Prince of Darkness, Terence Fisher, 1965)
- Dracula et les femmes (Dracula has risen from the Grave, Freddie Francis, 1968)
- Les Cicatrices de Dracula (Scars of Dracula, Roy Ward Baker, 1970)
- Une messe pour Dracula (Taste the blood of Dracula, Peter Sasdy, 1970)
- Les Nuits de Dracula (Count Dracula, Jesús Franco, 1970)
- Dracula 73 (Dracula A.D. 72, Alan Gibson, 1972)
- Dracula vit toujours à Londres (The Satanic Rites of Dracula, Alan Gibson, 1973)
- Dracula père et fils (Édouard Molinaro, 1976)

avec Rehan
- Dracula au Pakistan (Zinda Laash, Khwaja Sarfraz, 1967)

avec Dante Rivero
- Batman contre Dracula (Batman Fights Dracula, Leody M. Diaz, 1967)

avec Aldo Monti
- Santo contre le trésor de Dracula (René Cardona, 1968)
- Santo et Blue Demon contre Dracula et le Loup-Garou (Santo y Blue Demon contra Drácula y el Hombre Lobo, Miguel M. Delgado, 1973)

avec Alexander D'Arcy
- Le Château de Dracula (Blood of Dracula's Castle, Al Adamson, Jean Hewitt, 1969)

avec Zandor Vorkov
- Dracula contre Frankenstein (film, 1971) (Los Monstruos del terror, Al Adamson, 1971)

avec Howard Vernon
- Dracula, prisonnier de Frankenstein (Jesús Franco, 1972)

avec Paul Naschy
- Le Grand Amour de Dracula (El Gran amor del conde Drácula, Javier Aguirre, 1972)

avec Jack Palance
- Dracula et ses femmes vampires (Dracula, Dan Curtis, 1973)

avec John Forbes-Robertson
- La Légende des sept vampires d'or (The Legend Of The 7 Golden Vampires, Roy Ward Baker, 1974)

avec Udo Kier
- Du sang pour Dracula (Andy Warhol's Dracula, Paul Morrissey, 1974)

avec David Niven
- Old Dracula (Clive Donner, 1974)

avec Louis Jourdan
- "Count Dracula (mini-série, 1977)" (Philip Saville, 1977)

avec Frank Langella
- Dracula (John Badham, 1979)

avec Klaus Kinski
- Nosferatu, fantôme de la nuit (Nosferatu: Phantom der Nacht, Werner Herzog, 1979)
- Nosferatu à Venise (Nosferatu a Venecia, Augusto Caminito, 1988)

avec Andréas Voutsinás
- Les Charlots contre Dracula (Jean-Pierre Vergne, 1980)

avec Gary Oldman
- Dracula (Bram Stoker's Dracula, Francis Ford Coppola, 1992)

avec Leslie Nielsen
- Dracula, mort et heureux de l'être (Dracula : dead and loving it, Mel Brooks, 1995)

avec Gerard Butler
- Dracula 2001 (Wes Craven Presents Dracula 2000, Patrick Lussier, 2000)

avec Enrique Sarasola
- Killer Barbys contra Dracula (Killer Barbys vs. Dracula, Jesús Franco, 2002)

avec Stephen Billington
- Dracula 2. Ascension (Wes Craven Presents Dracula II: Ascension, Patrick Lussier, 2003)

avec Richard Roxburgh
- Van Helsing (Van Helsing, Stephen Sommers, 2004)

avec Langley Kirkwood
- Dracula 3000 (Darrell Roodt, 2004)

avec Rutger Hauer et Stephen Billington
- Dracula 3. Legacy (Dracula III : Legacy, Patrick Lussier, 2005)

avec Peter Stormare (VF : Jean-Claude Donda)
- Batman contre Dracula (Michael Goguen, 2005)

avec Thomas Kretschmann
- Dracula (Dario Argento, 2012)

avec Luke Evans
- Dracula Untold (Gary Shore, 2014)

avec Nicolas Cage
- Renfield (Chris McKay, 2023)

avec Javier Botet
- Le Dernier Voyage du Demeter (André Øvredal, 2023)

avec Bill Skarsgård
- Nosferatu (Robert Eggers, 2024)

##### Nosferatude Murnau
La première adaptation du livre de Bram Stoker est le chef-d'œuvre Nosferatu le vampire ((de) Nosferatu, eine Symphonie des Grauens) réalisé par Friedrich Murnau en 1922. Le producteur du film Albin Grau chercha à éviter de payer les droits d'auteur et à cette fin changea le nom de tous les personnages ainsi que la localisation de l'intrigue. Ceci n'empêcha pas l'héritière, Florence Stoker, de l'attaquer en justice et d'obtenir la destruction des négatifs originaux ainsi que la plupart des copies. L'acteur qui interpréta le rôle du comte Dracula – appelé « comte Orlock » dans cette version, Max Schreck, fut tellement persuasif que le bruit couru qu'il s'agissait d'un véritable vampire. Cette idée fut reprise en 2000 dans le film L'Ombre du vampire ((en) Shadow of the vampire), réalisé par Elias Merhige. Le film mélange anecdote de tournage et éléments fantastiques allant jusqu'à émettre l'hypothèse que Schreck (joué par Willem Dafoe) était un vrai vampire.
Ce premier Nosferatu a fait l'objet d'un remake spécifique : Nosferatu, fantôme de la nuit de Werner Herzog en 1979 avec Klaus Kinski, Isabelle Adjani et Bruno Ganz. Dans cette nouvelle version, le personnage du vampire s'appelle bel et bien Dracula, les autres personnages retrouvant également les noms qu'ils portaient dans le roman. En 1988, Augusto Caminito réalise Nosferatu à Venise (Nosferatu a Venezia) où Kinski interprète un vampire appelé Nosferatu (et non plus Dracula, ni comte Orlock) mais sans reprendre son maquillage du précédent film.

##### Les adaptations de Universal studios: 1931-1948
En 1931, Bela Lugosi joue pour la première fois Dracula dans un film de Tod Browning, Dracula avec Helen Chandler. Il endossa ce rôle quatre fois en tout. C'est à Lugosi que revient le mérite de rendre à Dracula sa dimension érotique au cinéma (la dimension sexuelle de Nosferatu est plus psychanalytique), perdant en contrepartie le fascinant pouvoir de terreur de Max Schreck. Le scénario du film de Browning n'est pas une adaptation directe du roman de Stoker, mais de celle de Deane Hamilton, dans laquelle Lugosi (Dracula) et Edward Van Sloan (Van Helsing) jouaient déjà. Gregory A. Waller souligne cependant que dans l'adaptation cinématographiques ont été ajoutées des scènes de Stoker qui avaient été omises par Deane pour des raisons pratiques essentiels ; le voyage en mer, par exemple. Le critique souligne également une duotomie, introduite dans le film, entre Reinfield et Dracula, le premier ne parvenant pas à s'intégrer à la société transylvanienne tandis que le second fait montre d'une sociabilité absente. Pour l'anecdote, en 1956, Bela Lugosi fut enterré avec la cape de Dracula à la demande de sa femme.

##### Les adaptations de la Hammer Films (1958-1976)
Le deuxième acteur le plus représentatif du rôle de Dracula fut Christopher Lee qui apparut en 1958 dans le film de Terence Fisher : Le Cauchemar de Dracula (Horror of Dracula). Il s'agit d'une version plus gothique de l'œuvre, hissée au trentième rang des plus grands films britanniques de tous les temps par le magazine Total film en 2004. Hammer Films produisit ensuite une dizaine de films autour du personnage de Dracula, tous interprétés par Christopher Lee sauf le dernier.

##### Productions parallèles
Parallèlement aux productions de Universal et de Hammer Films ont foisonné d'autres œuvres cinématographiques dont voici les principales :
- Drakula réalisé en 1921 (1923 est parfois avancé, mais il semble que ce soit une ressortie)[réf. nécessaire] par Karoly Lajthay, avec Margit Lux et Paul Askonas. Deux années avant le film de Murnau, ce film hongrois, réalisé sans l'autorisation de la veuve de Bram Stoker, a été tout d'abord considéré comme étant la première adaptation cinématographique du roman. Des découvertes plus récentes semblent indiquer que ce n'est pas le cas. Malheureusement, ce film est aujourd'hui considéré comme perdu[réf. nécessaire].
- Drácula réalisé en 1931 par George Melford et Enrique Tovar Avalos avec Carlos Villarias et Lupita Tovar. Ce film, réalisé la même année que la production éponyme de Tod Browning, a été tourné à partir des mêmes décors et reprend la même intrigue.
- Le personnage de Dracula a engendré un autre personnage, celui du tueur de vampires, souvent un vieux savant un peu fou, bien mis en scène dans le film de Roman Polanski, Le Bal des vampires en 1967 ; également, il y a les lignées Belmont, Van Helsing ou Buffy. Dans ce film apparaît aussi un vampire homosexuel, le fils même du comte ce qui laisse supposer que Dracula peut se reproduire.
- Blacula, le vampire noir, film de blaxploitation réalisé en 1972 par William Crain avec William Marshall et Vonette McGee. Ce film ne met pas en scène le célèbre vampire mais l'évoque implicitement à travers le titre. Il sera suivi, un an plus tard, de Scream, Blacula, Scream réalisé en 1973 par Bob Kelljan avec William Marshall et Pam Grier.
- Dracula et ses femmes vampires (Dracula) réalisé en 1973 par Dan Curtis avec Jack Palance et Simon Ward. C'est cette adaptation qui mettra pour la première fois en avant l'idée du vampire confronté à la réincarnation de son amour perdu, qui sera exploité plus tard dans l'adaptation de Francis Ford Coppola.
- Du sang pour Dracula (Andy Warhol's Dracula) réalisé en 1974 par Paul Morrissey avec Udo Kier et Joe Dallesandro. Dracula doit ici boire le sang d'une vierge afin de retrouver sa vigueur. Pour cela, il part à la rencontre des filles d'un noble endetté sous prétexte de se marier avec l'une d'elles. Mais les belles ne sont pas aussi pures qu'elles le prétendent et ont succombé aux charmes du jeune paysan machiste qui se trouve sous leurs ordres. Cette version, franchement érotique, est remarquable notamment par l'inversion des rôles qu'elle établit. Ici, Dracula est maladif, famélique, nullement terrifiant ; sa fragilité et sa noblesse s'opposent à la virile rudesse du paysan qui déjoue, sans le vouloir, ses plans. Les valeurs véhiculées sont celles d'une époque secouée par la révolution sexuelle : l'exigence de virginité est ici présentée de manière négative puisque c'est grâce à leurs libertinages que les personnages parviennent à déjouer les plans du comte.
- Count Dracula réalisé en 1977 par Philip Saville avec Louis Jourdan et Frank Finlay. Cette adaptation pour la BBC est l'une des plus proches et fidèles du roman d'origine. Elle est aussi l'une des premières à reprendre la plupart des personnages originaux. Le personnage de Quincey absent des autres versions apparaît ici pour la première fois.
- Dracula réalisé en 1979 par John Badham avec Frank Langella et Laurence Olivier. Cette version prend comme point de départ le voyage de Dracula vers les côtes anglaises à bord du Demeter, épisode qui se situe initialement au centre de l'intrigue. Alors qu'elle se promène sur la plage, Mina, qui est ici la fille de Van Helsing, découvre le corps inconscient du comte, unique survivant du naufrage du bateau. Dracula sera ensuite introduit auprès des personnes de son entourage : le Dr Seward, ami de son père, Lucy Seward et son fiancé, Jonathan Harker. Mina, puis Lucy, succomberont rapidement aux charmes du comte. Le Dracula qui est ici mis en scène est très sensuel et distingué ; il fait par ailleurs preuve d'une certaine humanité puisqu'il lui est possible de tomber amoureux. L'action est déplacée dans les années 1910, ce qui accentue encore le décalage entre une Angleterre résolument moderne et les valeurs passéistes que porte le comte.

##### Productions récentes
En 1992, le prince des ténèbres, qui avait déserté les écrans, réapparaît avec le film de Francis Ford Coppola, sur un scénario de James V. Hart : Dracula ((en) Bram Stoker's Dracula) avec dans le rôle-titre Gary Oldman, accompagné de Winona Ryder, Keanu Reeves et Anthony Hopkins. Ce film, qui est sans doute celui qui suit au plus près l'œuvre de Stoker - avec, toutefois, de nombreuses libertés -, met en scène un être capable de sentiments et dont le caractère tragique le rapproche des grands héros romantiques du XIXe siècle.
Cette adaptation de Coppola impulsa la réapparition de Dracula dans l'univers cinématographique.
En 1995, Mel Brooks réalisa une version parodique intitulée Dracula, mort et heureux de l'être ((en) Dracula: dead and loving it) avec Steven Weber et Leslie Nielsen.
En 2000, Patrick Lussier réalisa Dracula 2000 - intitulé Dracula 2001 en France -, avec Gerard Butler et Christopher Plummer, dans lequel le célèbre vampire ressuscite à notre époque. Patrick Lussier réalisa, en 2003, une suite de ce film, intitulée Dracula 2: ascension, qui fut nettement moins chaleureusement saluée par la critique.
En 2002, Guy Maddin réalisa l'adaptation cinématographique de la version du Royal Winnipeg Ballet (voir supra) sous le titre Dracula, pages tirées du journal d'une vierge ((en) Dracula : Pages From a Virgin's Diary), avec Zhang Wei-Qiang et Tara Birtwhistle.
En 2012, le réalisateur italien de film d'horreur Dario Argento réalise Dracula 3D avec Thomas Kretschmann dans le rôle-titre.
En 2014, Gary Shore réalise Dracula Untold avec Luke Evans dans le rôle principal. Ce film devait être le premier de l'univers partagé Dark Universe. Après l'échec commercial et critique du film, Universal retente le coup quelques années plus tard avec Renfield (2023) de Chris McKay, centré sur le laquais Renfield.
En 2023, le personnage apparait dans The Last Voyage of the Demeter d'André Øvredal, adaptation de l'un des chapitres du roman original.

##### Comédies musicales

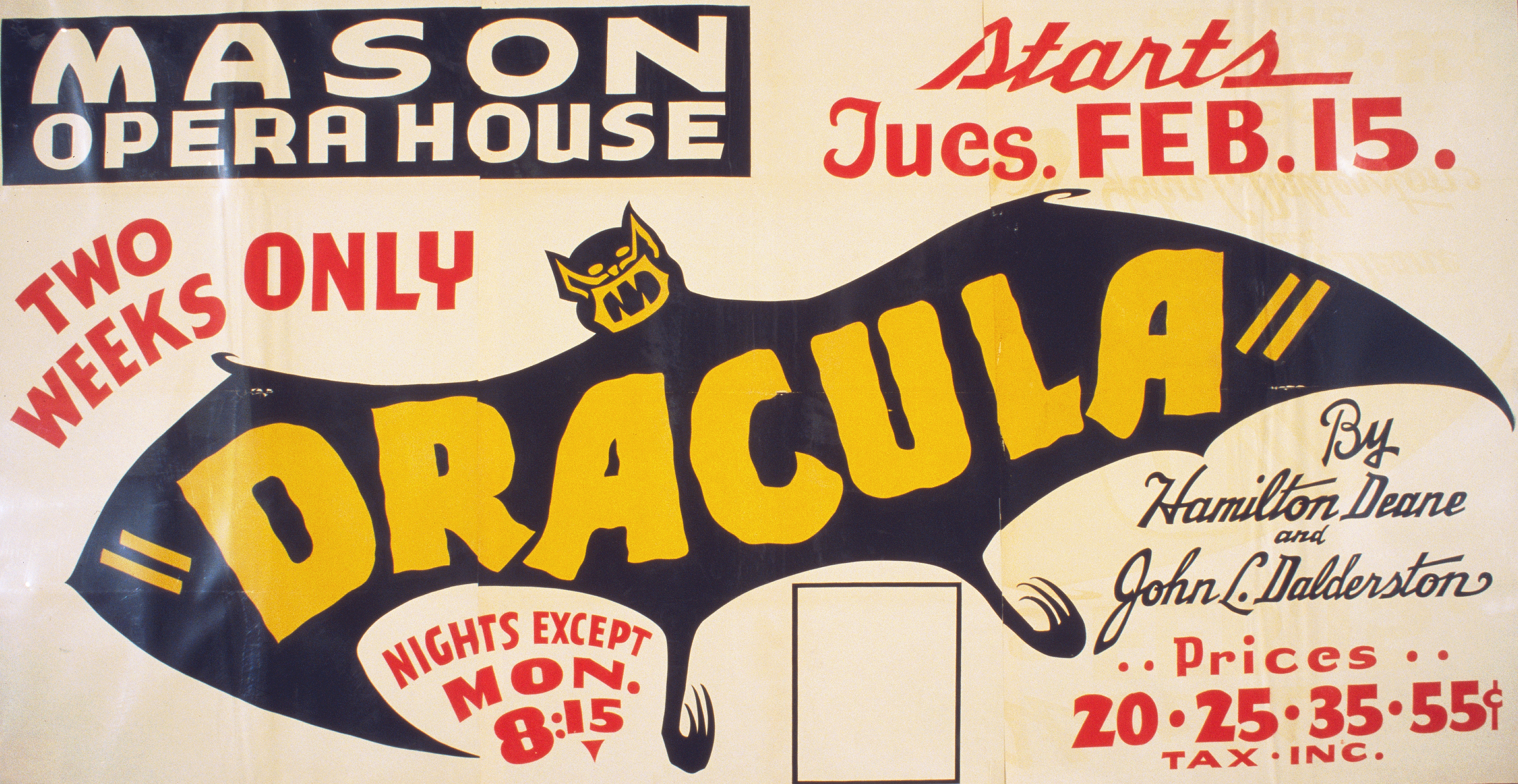
Affiche d'une production américaine de Dracula par Hamilton Deane et John L. Balderston en 1938.

Si l'amour que le monde du cinéma éprouve pour le personnage est bien connu, c'est sur les planches que la popularité du vampire est née.
Stoker était intimement lié au milieu du théâtre et a travaillé près de vingt ans pour le Lyceum Theatre. Il éprouvait beaucoup d'admiration pour l'acteur Henry Irving, et avait exprimé le souhait que celui-ci joue le rôle de Dracula dans une adaptation théâtrale du roman - ce qui n'eut jamais lieu.
Nonobstant, Bram Stoker rédigea cette adaptation, qu'il intitula Dracula: or the undead dont il fit la lecture au Lyceum Theatre le 18 mai 1897. Le 31 mai, l'écrivain soumit le script au bureau du Lord Chamberlain qui était alors le censeur officiel des représentations théâtrales. Cette adaptation a été récemment rééditée sous la direction de Sylvia Starshine, mais n'est pas traduite en français.
En 1924, le Britannique Hamilton Deane représenta un Dracula sensiblement différent de la pièce écrite par Stoker. David J. Skal souligne, en effet, que des problèmes de coût ont entraîné une réduction des lieux présentés dans la pièce ; dès lors, pour que le vampire puisse entrer en interaction avec les autres personnages, il était nécessaire qu'il soit invité par eux et donc, qu'il soit présenté comme un être plus sociable que le Dracula de Stoker. C'est à l'occasion de la représentation de cette pièce, également, que le vampire adopta cette apparence moins monstrueuse que nous lui prêtons plus volontiers.
La pièce de Deane fut ensuite réécrite par Horace Liveright qui souhaitait la présenter au public américain. C'est dans cette version que le vampire porte cette cape au col particulièrement haut dont les représentations suivantes le revêtiront. Afin de jouer le personnage de Dracula, Liveright fait appel à un acteur hongrois, Bela Ferenc Dezso Blasko - nom de scène : Bela Lugosi. Cette pièce, présentée à Broadway à partir d'octobre 1927, sera un succès et attirera l'attention d'Hollywood : les studios Universal chargeront Tod Browning d'en donner une version cinématographique en 1931.
Depuis, parallèlement à sa formidable carrière cinématographique, Dracula fut l'objet d'autres interprétations théâtrales ; citons, à titre d'exemple, Dracula : sabbat de Leon Katz (1970), Dracula : a musical nightmare de John Douglas et John Aschenbremer (1978), Dracula (1978) avec Jeremy Brett ou Mac Wellman's Dracula (1994).
Le prince des ténèbres a également inspiré des réalisateurs de ballets tels que Jean-Claude Gallotta qui, en 2001, créa pour l'opéra de Paris un ballet intitulé Nosferatu ou Mark Godden, auteur en 1998 d'un Dracula qui connut un franc succès et qui fut ensuite adapté au cinéma sous le titre Dracula, pages tirées du journal d’une vierge (2003).
Signalons également l'existence de la comédie musicale de Gregory Hlady, mettant en vedette Bruno Pelletier dans le rôle du célèbre comte dans le spectacle Dracula, entre l'amour et la mort (2004). Il est entouré de plusieurs artistes de renom du Québec (Sylvain Cossette, Andrée Watters, Daniel Boucher, Pierre Flynn, Gabrielle Destroismaisons). Roger Tabra en assure les paroles, sur la musique de Simon Leclerc. Le spectacle connut un franc succès au Québec en 2006, avant de faire une série de représentations en France en 2008 (Daniel Boucher cédant son rôle de Renfield à Matt Laurent, une autre valeur sûre dans le paysage musical québécois).
Enfin, en septembre 2011, le spectacle musical de Kamel Ouali, Dracula, l'amour plus fort que la mort a été joué au Palais des Sports de Paris. L'histoire évoque un amour impossible entre Dracula et Mina, interprétés respectivement par Golan Yosef et Nathalie Fauquette.

#### Télévision

##### Série
- 1973 : Le comte Dracula apparaît en 1973 dans l'épisode 5 de Purple Playhouse pour la chaîne CBC.
- 1992 : Le comte Dracula apparaît également dans Les aventures du jeune Indiana Jones, quoique doté de certains attributs du comte Orlock, dont les incisives pointues plutôt que les canines.
- 1997 : Le comte Dracula apparait aussi dans l'épisode 1 de la saison 5 de Buffy contre les vampires, « Buffy vs Dracula ».
- 2013 : 
  - Dracula, créée par Cole Haddon, diffusée sur NBC à partir de 2013. Jonathan Rhys Meyers joue Dracula.
  - Dracula est l'un des personnages de l'épisode 6 de la saison 1 de Da Vinci's Demons.
  - Le comte Dracula dans Chica vampiro, est le grand-père de l’héroïne Daisy O'Brian.
- 2014 : Dracula est également présent à partir de la saison 3 de Penny Dreadful.
- 2020 : Dracula créée par Steven Moffat et Mark Gatiss.

### Musique

#### Albums
Dracula a aussi inspiré la création d'albums musicaux, sans compter ceux tirés des comédies musicales. Ainsi, le duo composé du chanteur Jørn Lande et du guitariste Trond Holter en a fait en 2015 un opéra-rock, Dracula - Swing of Death (en), appartenant au heavy metal mélodique.

### Jeu

#### Jeu vidéo
Le personnage de Dracula a également une influence dans le monde vidéoludique.
L'un des premiers jeux vidéo sur le sujet, Dracula, a été développé en 1983 pour la console de salon Intellivision.
La principale série vampirique majeure est très certainement Castlevania dont les différentes itérations relatent principalement les combats entre la famille Belmont et Dracula. Débutée en 1986, la série fait de Dracula son principal antagoniste. Il ressuscite tous les 100 ans, avec son immense château (théâtre des évènements de chaque jeu) pour asservir l'humanité, mais est à chaque fois vaincu, généralement par un membre du clan Belmont, célèbres chasseurs de vampires, soit par son propre fils, Alucard. Il apparait dans les jeux habillé de vêtements classieux et sombres, a la peau très pâle, les cheveux longs et blancs et les yeux rouges. La franchise perdure encore dans les années 2010, mais en se détachant de l'œuvre originale de Bram Stoker.
Des vampires apparaissent dans le célèbre jeu, Les Sims 2. Dans le jeu, les vampires (toujours nommés comte) ont la peau blanche, les yeux rouges, les cheveux parfaitement lissés, le costume traditionnel et les fameuses canines pointues. Ils peuvent se transformer en chauve-souris et mordent leurs victimes au cou.
D'autres jeux, indépendants entre eux, ont directement trait au comte : Son of Dracula, Kid Dracula, Dracula Résurrection (qui a initié quatre suites), Bram Stoker's Dracula, et Dracula Origin.
Dracula a également inspiré d'autres méchants, dans le jeu vidéo Duck Tales Remastered, le méchant final est un canard vampire Drake Von Vladstone, aussi appelé Dracula Duck

#### Jeu de rôles
Dans Vampire : La Mascarade, publié en 1991, Dracula est désigné comme vampire du clan Tzimisce (surnommés : les démons). Ce clan du Sabbat est un des ennemis de la camarilla dans le monde des ténèbres.
Dans Vampire : Le Requiem, Dracula a fondé l'Ordo Dracul. Une secte de mystiques et de chercheurs occultes dont les membres veulent transcender le vampirisme et sa malédiction.